# Смок стрелец
Смокът стрелец (Dolichophis caspius), наричан също синурник, а в благоевградско кравляк, е вид змия, срещаща се главно в югоизточните части на Европа, включително в България. На дължина достига до 2,5 m. Не е отровен, но хапе силно, когато е заплашен.
Смокът стрелец е разпространен в по-голямата част на Балканския полуостров, с изключение на неговите северозападни области. Среща се и на север от река Дунав по нейното долно течение, в Южна Украйна и Молдова, в южната част на басейните на Дон и Волга до Кавказ на юг и Северозападен Казахстан на изток. Среща се също на островите в Егейско море, Северна Турция и в изолиран район в Северна Унгария. В България е разпространен до надморска височина 1100 m, като липсва по северните склонове на планините и високите полета в западната част на страната.
Стрелецът обитава степни и скалисти местности, храсталаци и редки гори, както и обработваеми земи. Активен е през деня, като добре се катери по дървета и храсти. Основната му храна са гризачи, гущери, други змии, дребни птици. В средата на лятото женските снасят 6 до 18 обли яйца с размер около 45 mm. Смокът стрелец зимува самостоятелно или в група от няколко десетки екземпляра в кухини в почвата или скалите. Зимният сън обикновено продължава от края на октомври до края на март, но понякога отделни животни излизат на повърхността и по-рано, когато времето е слънчево.